# یرژی اشتور
یرژی اسکار اشتور (به لهستانی: Jerzy Oskar Stuhr) (زاده ۱۸ آوریل ۱۹۴۷) یکی از بنام‌ترین، اثرگذارترین و کاراترین افراد سینمای لهستان و بازیگر تئاتر است. او همچنین فیلم‌نامه‌نویس، کارگردان سینما و مدرس تئاتر است.
او برای دو دوره رئیس آکادمی لدویک سولسکی دانشکدهٔ هنرهای دراماتیک در کراکوف بود. از ۱۹۹۰ تا ۱۹۹۶ و نیز از ۲۰۰۲ تا ۲۰۰۸.
تکرار برای هنرمند گناه است. فرم باید دوباره و دوباره کشف شود، و هر سخنی باید به اندازهٔ کافی باشد تا فرمولی تازه بگشاید.

## زندگی و کار
اشتور در کراکوف زاده شد. اجداد او «لوپولد اشتور» و «آنا تیل» پس از ازدواج در ۱۸۹۷ از میستل‌بیچ اتریش به کراکوف مهاجرت کرده بودند. او مدرک ادبیات لهستانی خود را در ۱۹۷۰ از دانشگاه یاگیولنیان اخذ کرد. دو سال پس از آن را نیز در دانشکدهٔ هنرهای دراماتیک کراکوف (PWST) بازیگری خواند، جایی که در آن به رتبهٔ استادی دست یافت.
در اوایل دههٔ ۱۹۷۰، اشتور در تئاترهای لهستان ظاهر شد و در صنایع تولید فیلم به فعالیت پرداخت. اولین نقش خود را با بازی در نمایش «پدران آدم» به کارگردانی کنراد سوینارسکی ایفا کرد.
در میانه‌های دههٔ ۱۹۷۰ بود که با کریستوف کیشلوفسکی آشنا شد و همکاری با او را تا زمان مرگ کیشلوفسکی در ۱۹۹۶ ادامه داد. شاید برای مخاطبان بین‌المللی اشتور با نقش کوتاهش «ژورک» آرایشگر کودن در «سه رنگ: سفید» اثر کیشلوفسکی شناخته‌شده‌تر باشد که او در کنار ژولی دلپی، ژانوس گجوس و ژیگنیو زاماچوفسکی بازی کرد. در لهستان و کشورهای اطراف، او بیش‌تر برای نقش «مکس» در کمدی پادآرمان‌شهر مأموریت سکسی ژولیوس ماچولسکی سال ۱۹۸۴ مشهور است (یکی از معروف‌ترین فیلم‌های لهستانی)، و برای مخاطبان کم سن و سال‌تر برای دوبلهٔ لهستانی نقش الاغ در سه‌گانهی شرک آشناست. از دیگر نقش‌های مهم او می‌توان زخم (فیلم) کیشلوفسکی (۱۹۷۶)، شیفته دوربین (۱۹۷۹) و قسمت ۱۰ سریال ده فرمان (۱۹۸۸)، ماچالسکی کینگ‌سایز (۱۹۸۷)، قاتل (۱۹۹۷) و قاتل ۲ (۱۹۹۹) و «زندگی زانوسی برای زانوسی» (۱۹۸۸) اشاره کرد. اشتور هم‌چنین با کارگردانان لهستانی اگنسژا هلند، آندره وایدا و کژیشتف ژانوسی کار کرده است.
در ۱۹۸۵ اشتور نخستین کارگردانی خود را انجام داد و نسخهٔ لهستانی نمایش پاتریک زوسکیند «دابل باس» را به روی صحنه برد که تنها نقش آن را نیز خودش بازی می‌کرد. علی‌رغم موفقیت تولید، این امر تا ۱۹۹۵ که اشتور کارگردانی فیلم را نیز با «فهرست عشاق» و بر اساس رمانی از یرزی پیلچ آغاز کرد ادامه نیافت. منتقدان، تلاش بعدی او «داستان‌های عشق» (۱۹۹۷) را با کارهای کیشلوفسکی مقایسه می‌کنند. فیلم از چهار اپیزود نامرتبط تشکیل شده که اشتور در هر یک از آن‌ها نقش اصلی را ایفا می‌کند.
فیلم‌های بعدی که توسط اشتور کارگردانی شد، حیوان بزرگ (۲۰۰۰، بر اساس فیلمنامهٔ کیشلوفسکی) و آب و هوای فردا (۲۰۰۳) بودند. برای این دو فیلم، اشتور گروه آلترنتیو-راک مایسولویتز را به خدمت گرفت که ضمن ساخت تیتراژ، در فیلم آخر نیز نقشی گذرا داشتند.
برخی فیلم‌های او ازجمله حیوان بزرگ او از شبکهٔ ۲ ایران نیز به نمایش درآمد.
از ۱۹۹۰ تا ۱۹۹۷ و دوباره از سال ۲۰۰۲، اشتور ریاست دانشکدهٔ هنرهای زیبای کراکوف را در اختیار داشت، جایی که دو دهه پیش، آن‌جا آموزش دیده بود. او در سال ۱۹۹۴ به طور رسمی به مقام استادی این دانشکده دست یافت.
پسر یرژی اشتور، ماچیج (زادهٔ ۱۹۷۵) در روند بازیگر شدن خود، در کنار پدرش در «ده فرمان، اپیزود ۱۰» کیشلوفسکی (۱۹۸۸)، «حدس می‌زنم صبح شده» (۲۰۰۳) و داستان‌های عشق (۱۹۹۴) ایفای نقش کرده است. دخترش ماریانا (زادهٔ ۱۹۸۲) نیز یک هنرمند نقاش است.

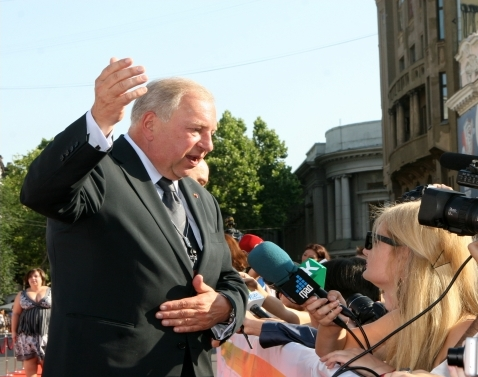
یرژی اشتور در سال ۲۰۱۱

در سال ۲۰۰۶ او هم‌وند هیئت داوران بیست و ششمین جشنواره بین‌المللی فیلم مسکو بود. او هم‌چنین رئیس هیئت مدیرهٔ آسایشگاه کودکان «ژوزف تیشنر» در کراکوف است و این بنیاد را از سال ۲۰۰۴ پشتیبانی می‌کند.
او با رادیو RMF FM لهستان نیز کار کرده است و کتاب‌هایی مانند « «فرار به جلو!» و «اشتورها: داستان‌های خانوادگی» نوشته است.
در پاییز ۲۰۱۱ اشتور دچار بیماری‌ای شد که گمان می‌کرد یک عفونت شدید گلو است، اما در نهایت بیماری‌اش سرطان حنجره تشخیص داده شد. او بیش از هشت ماه را در بیمارستانی در گلیویتسه، کراکوف و زکوپن تحت درمان گذراند که شامل جراحی، پرتودرمانی و شیمی درمانی بود. دختر او که خودش یکی از جان‌به‌در بردگان سرطان است، به او پیشنهاد کرد که خاطرات روزانه‌اش را بنویسد تا در آن دوران سخت از نظر ذهنی مشغول باشد. در سال ۲۰۱۲ انتشارات پنگوئن آن‌ها را تحت عنوان «من فکر می‌کردم…» منتشر کرد. بیماری او به طور گسترده‌ای توسط رسانه‌های لهستان پوشش داده شد و بازخوردهایی توسط بیماران مبتلا به سرطان گرفت که بهبود او به آنان آرامش می‌داد. در نهایت او سرطان را «مهم‌ترین نقش در زندگی‌اش» توصیف کرد و در آوریل ۲۰۱۳ بود که سرطان وی التیام یافت و او صداپیشگی و بازیگری را از سر گرفت.

## جوایز و افتخارات
- ۱۱ نوامبر ۱۹۹۷ با تصمیم رئیس جمهور الکساندر کواشنیوفسکی نشان زایش دوبارهٔ لهستان را دریافت کرد.
- ۹ نوامبر ۲۰۰۷ در کاتوویتس دکترای افتخاری دانشگاه سیلسین را که در آن‌جا نیز تدریس می‌کرد کسب کرد.
- ۱۲ نوامبر ۲۰۰۷ اردک طلا را برای بهترین بازیگر قرن کمدی از آن خود کرد.
- اشتور هم‌چنین جوایز فیلم اروپا را برای نقشش در داستان‌های عشق (فیلم لهستانی) کسب کرد.
- از او در جشنواره فیلم ونیز نیز تقدیر شده است.

## صداپیشگی
یرژی اشتور پس از دوبلهٔ نقش الاغ در مجموعهٔ شرک (دربرگیرندهٔ قسمت‌های ۱، ۲ و ۳ و بازی رایانه‌ای) برای تماشاگران کم سن و سال‌تر خیلی محبوب شد. او هم‌چنین دوبلهٔ نقش موشو در انیمیشن مولان ۱ و مولان ۲ شرکت والت دیزنی و نقش لاری لوفر در بازی لاری ۷ را نیز بر عهده داشته است.

## فیلم‌شناسی

### بازیگر
- کارگزار من (۲۰۲۲)
- پاسخ ماه گذشتهٔ پدر روحانی، در جایگاه یسوعی‌ها (۲۰۱۳)
- ما یک پاپ داریم (۲۰۱۱)
- کارناوال (۲۰۰۷)
- کایمانو (۲۰۰۶)
- آری (۲۰۰۶)
- عنصر نامطلوب (۲۰۰۵)
- آب و هوای فردا (۲۰۰۳)
- نمایش (۲۰۰۳)
- وایزر (۲۰۰۱)
- حیوان بزرگ (۲۰۰۰)
- زندگی دیگر (۲۰۰۰)
- خانه پایینی (۲۰۰۰)
- یک هفته در زندگی یک مرد (۱۹۹۹)
- قاتل ۲ (۱۹۹۹)
- کیلر (۱۹۹۷)
- داستان‌های عشق (۱۹۹۷)
- مادر مادر (۱۹۹۶)
- فهرست عشاق (۱۹۹۵)
- سه رنگ: سفید (۱۹۹۴)
- ربودن آگاتا (۱۹۹۳)
- زندگی برای زندگی: ماکسیمیلیان کلبه (۱۹۹۱)
- ده فرمان ایکس (۱۹۸۹)
- شهروند پیسژیک (۱۹۸۹)
- بردیم (۱۹۸۸)
- کینگ‌سایز (۱۹۸۸)
- آموزش به هالیوود (۱۹۸۷)
- قهرمان سال (۱۹۸۷)
- کمان کاپید (۱۹۸۷)
- شانس ناممکن (۱۹۸۷)
- مرگ جان ال (۱۹۸۷)
- گا، گا، درود بر قهرمانان (۱۹۸۶)
- فرار (۱۹۸۶)
- میانه (۱۹۸۵)
- او-بی، او-با: پایان تمدن (۱۹۸۵)
- سال خورشید خاموش (۱۹۸۴)
- سکسمیشن (۱۹۸۴)
- ژیادی (تلویزیون) (۱۹۸۳)
- مادر شاهان (۱۹۸۳)
- از کشوری دور: پاپ ژان پل دوم (۱۹۸۱)
- جنگ جهانی: قرن بعدی (۱۹۸۱)
- نگرش تنگ‌نظرانه ۱۹۰۱ (۱۹۸۱)
- صلح (۱۹۸۰)
- بازیگر استانی (۱۹۸۰)
- شب‌پره (۱۹۸۰)
- شانس (۱۹۸۰)
- با گذشتِ روزها، از پسِ سال‌ها… (۱۹۸۰)
- بازرسی از صحنهٔ جرم ۱۹۰۱ (۱۹۸۰)
- شیفته دوربین (۱۹۷۹)
- بازیگران شهرستانی (۱۹۷۹)
- بدون بی‌هوشی (۱۹۷۸)
- سگ برتر (۱۹۷۸)
- زخم (۱۹۷۶)
- میهمان جلوی آژانس کاریابی (۱۹۷۳)
- قسمت سوم شب (۱۹۷۱)

### کارگردان
- تاب سرنوشت (۲۰۰۷)
- آب و هوای فردا (۲۰۰۳)
- حیوان بزرگ (۲۰۰۰)
- یک هفته در زندگی یک مرد (۱۹۹۹)
- داستان‌های عشق (۱۹۹۷)
- فهرست عشاق (۱۹۹۵)

### صداپیشگی
- مولان (۱۹۹۸)
- شرک (۲۰۰۱)
- عجوزهٔ ترسناک هالووین (۲۰۰۳)
- مولان ۲ (۲۰۰۴)
- شرک ۲ (۲۰۰۴)
- شرک ۳ (۲۰۰۷)
- شرک برای همیشه (۲۰۱۰)